# Sikar (huyện)
Huyện Sikar là một huyện thuộc bang Rajasthan, Ấn Độ. Thủ phủ huyện Sikar đóng ở Sikar. Huyện Sikar có diện tích 7732 ki lô mét vuông. Đến thời điểm năm 2001, huyện Sikar có dân số 2287229 người.